# Dorcadion scopolii
Dorcadion scopolii es una especie de escarabajo longicornio de la subfamilia Lamiinae. Fue descrita científicamente por Herbst en 1784.
Se distribuye por Austria, Bulgaria, Grecia, Hungría, Moldavia, Polonia, Rumania, Serbia, Eslovaquia, Chequia, Ucrania y Yugoslavia. Mide 10-13 milímetros de longitud. El período de vuelo ocurre en los meses de marzo, abril, mayo, junio y julio.

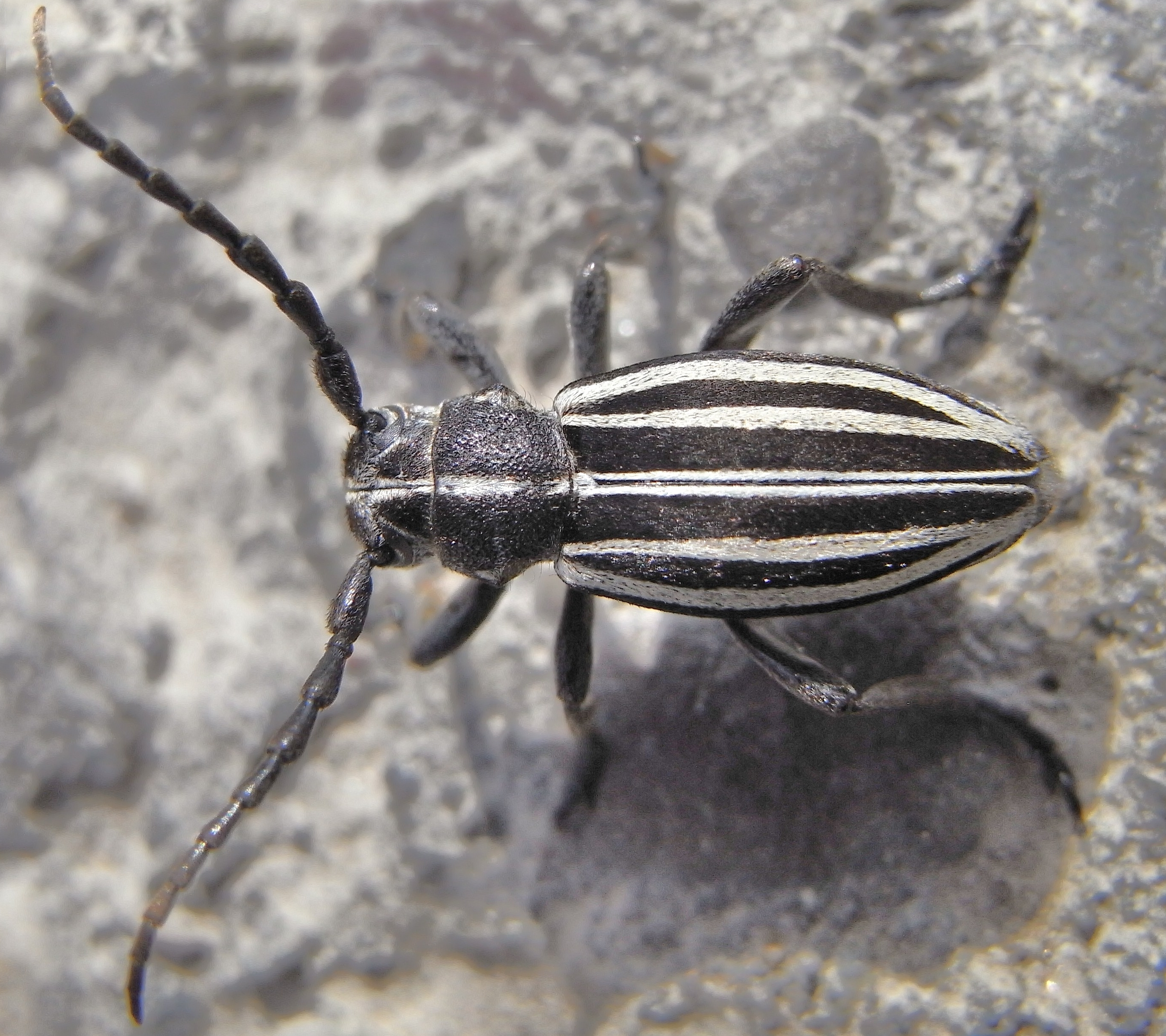
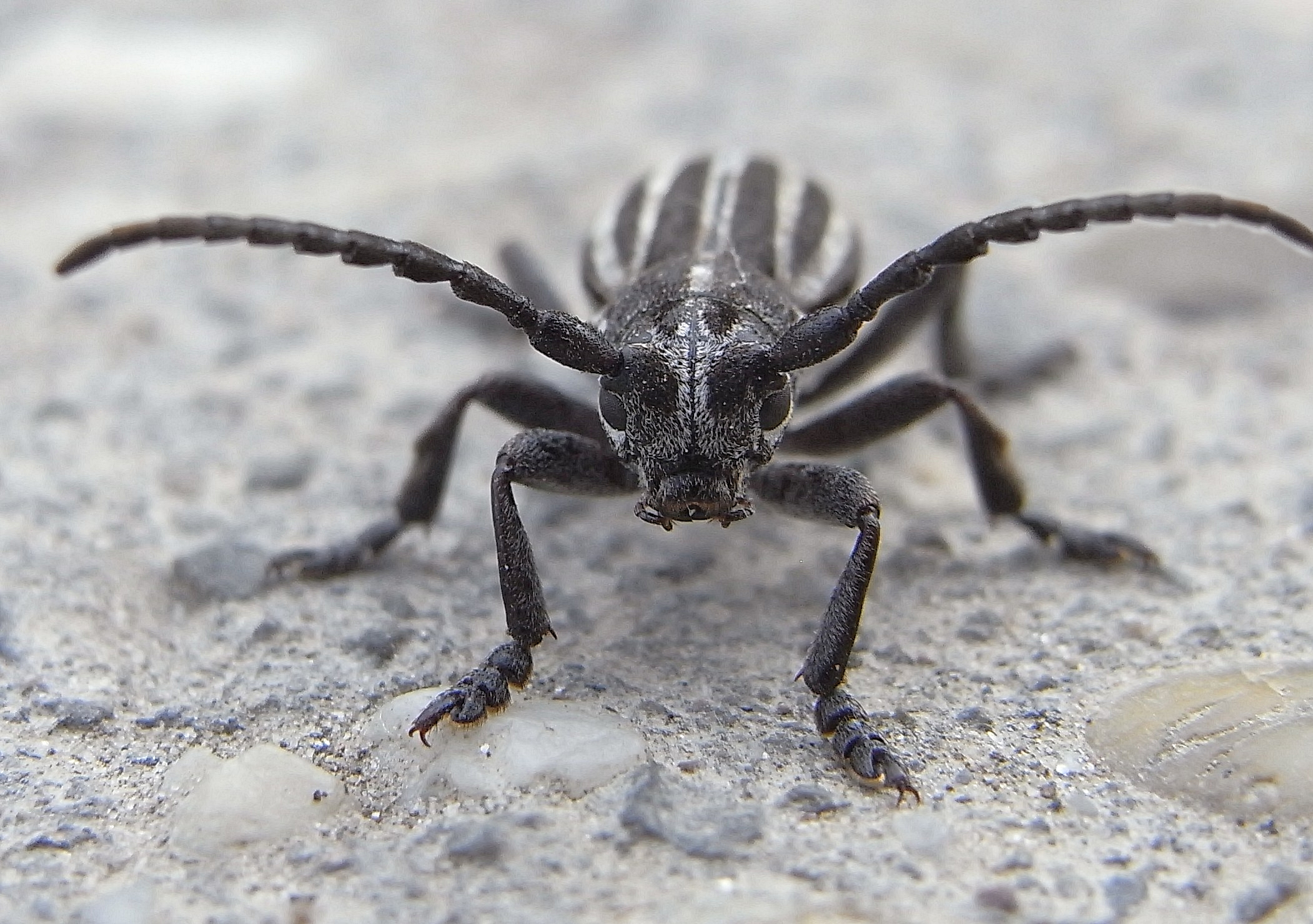
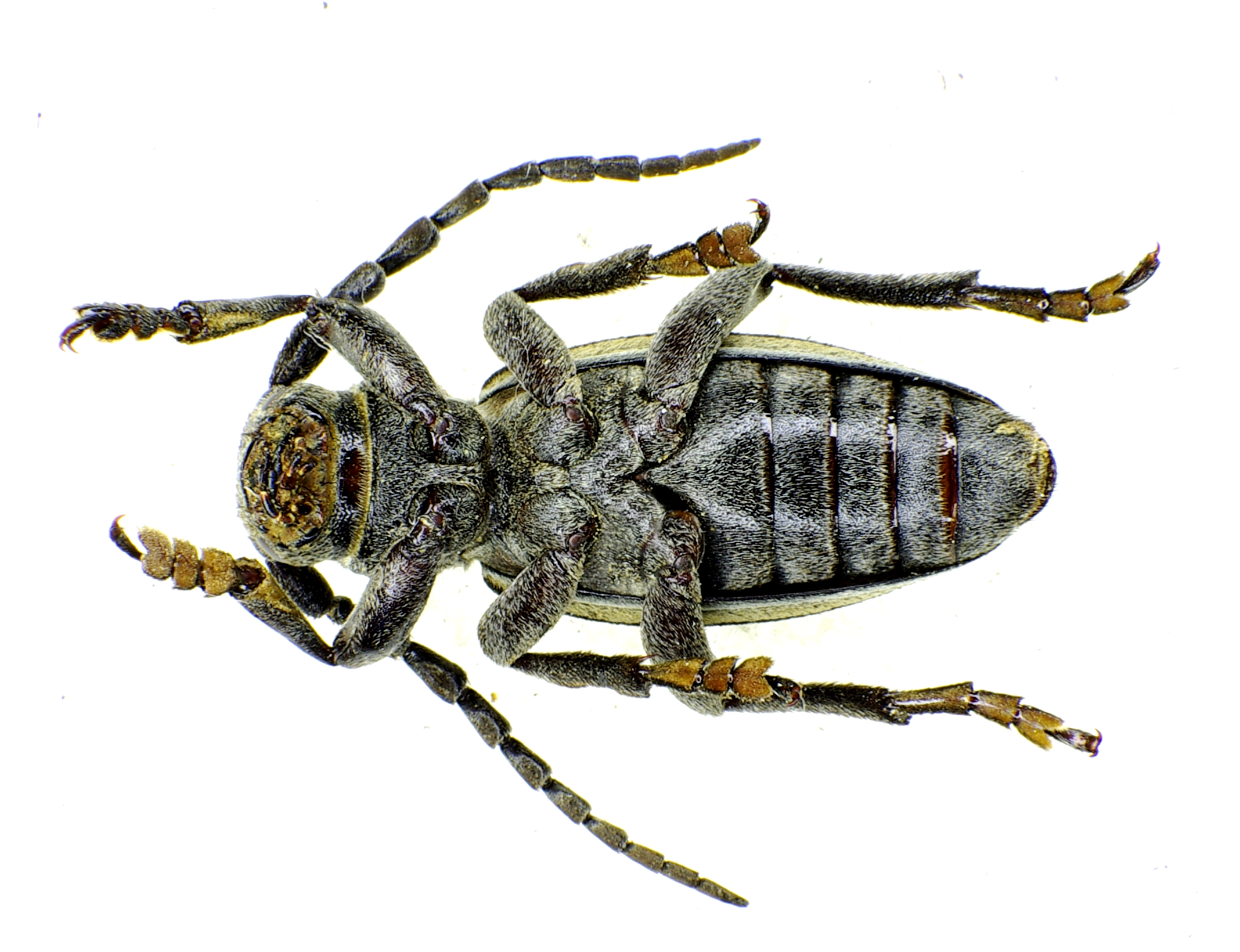
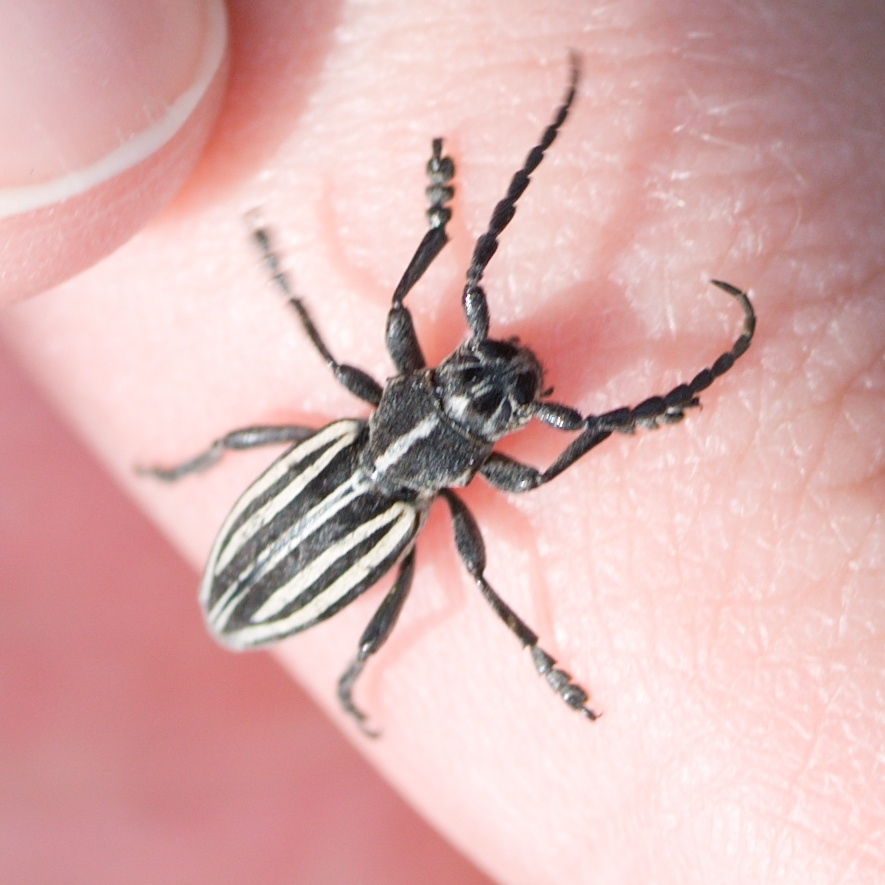